# Chitterne All Saints
Chitterne All Saints var en civil parish fram till 1907 då den blev en del av Chitterne, i grevskapet Wiltshire, i England. Civil parish var belägen 20 km från Salisbury och hade 319 invånare år 1901.